# Poor Daddy
Poor Daddy (xinès simplificat:  怕老婆, 又名兒子英雄: pinyin: Pa laopo, youming Erzi yingxiong  ). També titulada en xinès com 怕老婆. Pel·lícula muda xinesa de l'any 1929 d'una durada de 71 minuts, amb intertítols en xinès i anglès. També traduïda a l'anglès com The Hen -Pecked Husband, The Heroic Son i My Son Was a Hero. Comèdia produïda pels estudis  Great Wall Film Studio de Shanghai (上海長城畫片公司 ) i dirigida per Yang Xiaozhong.

## El director
Yang s'ha considerat com un dels pioners del cinema de ciència-ficció a la Xina, amb pel·lícules com "Exchanged" i "Visiting Shanghai" També va incorporar diferents tipus d'efectes especials a pel·lícules com "The Empty Dream "( un pot trencat que recupera la seva forma, una persona que travessa la paret i objectes que caminen sols) i a "Daxia ganfengchi" del 1928 amb un truc de stop-motion.
La filmografia de Yang es molt amplia, en quaranta anys de carrera va escriure i/o dirigir més de 100 pel·lícules, amb generes com la comèdia, el wuxia, i el cinema històric, passant del cinema mut al sonor fins a filmar en technicolor. Cal tenir en compte que Yang durant la seva trajectoria professional va conviure amb situacions polítiques importants, des de la caiguda de la darrera dinastia imperial, passant pel govern del Guomindang, la guerra amb el Japó, fins a arribar a la constitució de la República Popular.

## Trama
La mare d'Ah Gen va morir jove i ell ha de viure amb el seu pare, Hu Yuan, i una madrastra astuta. La segona esposa del senyor Hu desaprova els jocs d'atzar, el pastís i que el seu marit pesqui, i es comporta de forma cruel amb tots , de vegades donant cops al pare i a el fill i de tant en tant a vegades enviant-los al llit sense sopar. També té un amant, el malfactor Li Cheng, que comet un assassinat i planeja fugir amb la senyora Hu. Només podrà salvar al pobre pare l'heroic fill.

## Repartiment
Xu Jingzhen 许静珍, Zhang Zhede 张哲德, Hong Jingling 洪警铃, Gao Weilian 高威廉 i Liu Jiqun 刘继群